# Fanny Dombre-Coste
Pour les articles homonymes, voir Coste et Dombre.
Fanny Dombre-Coste, née le 26 décembre 1956 à Sainte-Adresse (Seine-Maritime), est une femme politique française. Membre du Parti socialiste et députée de l'Hérault de 2012 à 2017 puis depuis le 7 juillet 2024, elle est première adjointe au maire de Montpellier depuis 2020.

## Famille et études
Le père de Fanny Dombre-Coste est le pasteur Paul Dombre, lui-même fils du pasteur Charles Dombre. Sa mère, assistante sociale, la féministe Jeannie Weiss, est la cousine de la députée européenne Louise Weiss.
Après de courtes études de droit, elle s’oriente vers la photographie et intègre l’École des Gobelins à Paris.
Fanny Dombre-Coste est mariée et mère de deux enfants.

## Carrière professionnelle et engagements associatifs
Jeune diplômée en photographie, elle s'installe à Montpellier dans le quartier Boutonnet où elle ouvre un atelier de photographie. Très impliquée dans la vie locale, elle crée en 1994 l'association des commerçants du quartier et elle co-fonde en 2001 le Festival des Boutographies.
Elle assure toujours la présidence de la radio associative FM Plus.

## Parcours politique

### Débuts au Parti socialiste
En 1998, Fanny Dombre-Coste adhère au Parti Socialiste. Elle est "remarquée pour son dynamisme dans le milieu associatif par Georges Frêche". Elle s'engage alors en politique et le rejoint en 2001 sur la liste qu’il mène pour les élections municipales et est élue à ses côtés. 

### Ville de Montpellier
En 2002, elle devient adjointe de quartier sur le secteur Hôpitaux-Facultés et en 2003, elle est nommée adjointe au quartier Centre Faubourgs. En parallèle, Fanny Dombre-Coste s'investit dans les relations avec l'Allemagne et dans le renforcement du jumelage avec la municipalité de Heidelberg. 
En 2008, Fanny Dombre-Coste est élue aux côtés d'Hélène Mandroux et devient Adjointe au Maire déléguée aux associations et au quartier Centre. Elle préside l'Office de Tourisme de 2008 à 2014 où elle œuvre au développement des politiques touristiques et à l’attractivité du territoire en créant le bureau des congrès.  
Elle est également membre du Conseil Communautaire de Montpellier Agglomération jusqu'en mars 2014. Pour les élections municipales de 2014 à Montpellier, elle figure en 12e position sur la liste d'union de la gauche conduite par Jean-Pierre Moure, mais n'est pas élue, celle-ci n'arrivant qu'en 2e position derrière celle de Philippe Saurel, et ne remportant que 9 sièges.  
Lors des élections municipales de 2020 à Montpellier, elle devient première adjointe au maire, Michaël Delafosse, chargée de l’Éducation.

### Région Languedoc-Roussillon
Lors des élections régionales de 2010, Fanny Dombre-Coste rejoint la liste régionale de Georges Frêche qui remporte la Région Languedoc-Roussillon. Fanny Dombre-Coste est élue conseillère régionale et se voit confier la délégation de la filière bois en région. Elle structure la filière bois régionale et signe le premier contrat de filière « Agir pour la forêt en Languedoc-Roussillon ». Elle obtient également la labellisation « Sud de France » pour le bois régional, premier produit manufacturé à bénéficier de la marque régionale.

### Assemblée nationale
Elle est élue sur la 3e circonscription de l'Hérault lors des élections législatives de 2012, une circonscription de l'est de l'aire urbaine montpelliéraine. Fanny Dombre-Coste prend ses fonctions de députée le 20 juin 2012. Elle est la seule artisan de l'Assemblée nationale. Elle est battue aux élections législatives de 2017.   
En 2024, dans le cadre du Nouveau Front populaire, elle est désignée candidate unique de la gauche sur la troisième circonscription de l'Hérault.   

#### Contre le cumul des mandats
En se voulant « députée à plein temps », et conformément à ses engagements en faveur du non-cumul des mandats, elle démissionne, sans obligation légale, de ses mandats exécutifs locaux et quitte le Conseil régional. Elle devient ainsi la première députée de l'Hérault à se conformer avec la règle du non-cumul des mandats.

## Résultats électoraux

### Élections législatives
| Année | Parti  | Parti | Circonscription | 1er tour | 1er tour | 1er tour | 2d tour | 2d tour | 2d tour |
| Année | Parti  | Parti | Circonscription | Voix     | %        | Rang     | Voix    | %       | Issue   |
| ----- | ------ | ----- | --------------- | -------- | -------- | -------- | ------- | ------- | ------- |
| 2012  |        | PS    | 3e de l'Hérault | 16 306   | 33,95    | 1re      | 23 559  | 54,84   | Élue    |
| 2017  | 5 007  | PS    | 3e de l'Hérault | 11,51    | 4e       |          |         |         |         |
| 2024  | 22 968 | PS    | 3e de l'Hérault | 33,90    | 1re      | 36 860   | 58,29   | Élue    |         |